# Heinz Schürmann (Theologe)
Heinz Schürmann (* 18. Januar 1913 in Bochum; † 11. Dezember 1999 in Erfurt) war ein römisch-katholischer Theologe und Neutestamentler.

## Leben
Heinz Schürmann studierte von 1932 bis 1937 Philosophie und Katholische Theologie in Paderborn und Tübingen und wurde am 2. April 1938 in Paderborn zum Priester geweiht. Bis 1946 wirkte er als Seelsorger in den Diasporagemeinden Bernburg (Saale), Osterwieck (Harz) und Nienburg (Saale). Einem Ruf als Präfekt des erzbischöflichen Theologenkonvikts in Bad Driburg folgten 1948 die Promotion bei Max Meinertz mit der Dissertation Die Redaktionstätigkeit des Evangelisten Lukas am Abendmahlbericht, die Habilitation 1952 sowie 1953 der Ruf an das neu gegründete Philosophisch-Theologische Studium Erfurt. Zu seinen Schülern zählen unter anderem der emeritierte Bischof Joachim Wanke sowie der Erfurter Neutestamentler Claus-Peter März. 1978 wurde Schürmann emeritiert.
Schürmann war Peritus des Konzils und von 1969 bis 1986 Mitglied der Internationalen Theologenkommission sowie Konsultor der Päpstlichen Bibelkommission.

## Ehrungen
Heinz Schürmann wurde von den Universitäten Bochum, Paderborn, Leuven, Uppsala, Aberdeen, Wien und Straßburg die Ehrendoktorwürde verliehen. Der Ehrenring der Görres-Gesellschaft wurde Schürmann 1995 verliehen.

## Werke (Auswahl)
- Wort Gottes und Schriftauslegung. Gesammelte Beiträge zur theologischen Mitte der Exegese